# Kostel svatého Tomáše Akvinského (Paříž)
Kostel svatého Tomáše Akvinského (fr. Église Saint-Thomas-d'Aquin) je katolický farní kostel v 7. obvodu v Paříži na náměstí Place Saint-Thomas-d’Aquin mezi ulicemi Rue du Bac a Boulevard Saint-Germain.

## Historie
V roce 1632 zde byla postavena dominikánská kaple. V roce 1682 začala stavba současného kostela podle plánů architekta Pierrea Bulleta (1639–1716). Kostel byl dokončen a zasvěcen v roce 1683 svatému Dominikovi. V roce 1722 proběhla výstavba chóru, dnešní kaple sv. Ludvíka. V letech 1735–1739 proběhla výstavba dominikánského noviciátu. V roce 1791 byl klášterní kostel přeměněn na farní kostel a zasvěcen Tomáši Akvinskému. V roce 1793 byl kostel zrušen a mniši vyhnáni a kostel sloužil klubu jakobínů. V roce 1802 byl kostel obnoven.
V roce 1818 se v kostele konal pohřeb Gasparda Monge.